# Choses sauvages
Choses Sauvages est un groupe musical québécois de funk, rock et pop indépendante composé de Félix Bélisle, Marc-Antoine Barbier, Thierry Malépart, Tommy Bélisle et Philippe Gauthier-Boudreau. 

## Biographie
Le groupe lance un premier EP, Late Night, en 2013. 
En 2015, il lance Japanese Jazz, un second EP qui poursuit l'exploration d'une musique plutôt dansante.
En 2018, le groupe publie l'album éponyme Choses Sauvages, leur premier album studio. Ceci leur permettra de remporter le prix GAMIQ de l'album indie-rock de l'année. 
En 2021, le groupe publie Choses Sauvages II sous le label Audiogram,,.
En 2025, suivant la publication du simple « En Joue », qui aborde la déshumanisation de certaines populations, Choses Sauvages dévoile Choses Sauvages III, un album s'inspirant de l'univers post-punk. Cet album est nommé pour le prix de musique Polaris 2025.

## Discographie

### Albums studio
- 2018 - Choses sauvages (Audiogram)
- 2021 - Choses sauvages II (Audiogram)
- 2025 - Choses sauvages III (Audiogram)

## PrixGAMIQ
| Année | Catégorie                              | Pour               | Résultat   |
| ----- | -------------------------------------- | ------------------ | ---------- |
| 2018  | Révélation de l'année                  |                    | nomination |
| 2018  | Clip de l'année                        | Ariane             | nomination |
| 2019  | Album indie rock                       | Choses Sauvages    | lauréat    |
| 2021  | Vidéoclip — Choix de la critique       | L'or et l'argent   | nomination |
| 2022  | Album indie rock                       | Choses Sauvages II | lauréat    |
| 2022  | Vidéoclip — Big Business               | Dimensions         | nomination |
| 2023  | Vidéoclip — Production professionnelle | Conseil solaire    | nomination |